# Campins
Campins település Spanyolországban, Barcelona tartományban. Lakosainak száma 606 fő (2024).

## Földrajza
Campins Fogars de Montclús, Gualba és Sant Celoni községekkel határos.

## Népesség
A település lakosságának változását az alábbi diagram mutatja:
| Lakosok száma | 67   | 343  | 243  | 196  | 187  | 334  | 390  | 521  | 529  | 606  |
|               | 1717 | 1887 | 1936 | 1960 | 1986 | 2004 | 2009 | 2014 | 2019 | 2024 |